# Phuthi (Sprache)
Phuthi (auch si-Phuthi, Sesotho: Sephuthi) ist eine Sprache, die im Süden Lesothos und angrenzenden Gebieten Südafrikas von den Phuthi gesprochen wird. 
Phuthi gehört zu den Nguni-Sprachen. Es ähnelt am meisten dem in Eswatini gesprochene Siswati, enthält aber aufgrund der engen Nachbarschaft der Phuthi zu den Basotho auch Elemente der Sotho-Tswana-Sprachen. Rund 20.000 Menschen sprechen Phuthi. Die Sprache gilt als vom Aussterben bedroht. In Südafrika ist sie offiziell anerkannt, jedoch keine Amtssprache. In Lesotho ist sie nicht anerkannt. 

## Klassifizierung und Besonderheiten
Nach Malcolm Guthrie gehört Phuthi in die S.40-Gruppe innerhalb Zone S. Aufgrund der Lexeme und der Phonologie lässt sich die Sprache als dem Siswati verwandt sehen und gehört daher zur Untergruppe der Tekela-Nguni-Sprachen, zu denen ferner einige Dialekte des Süd-Ndebele und die Sprachen Bhaca und Hlubi, die von kleinen Gruppen im Ostkap gesprochen werden bzw. wurden, zählen. Die Verwandtschaft mit dem Sesotho zeigt sich unter anderem im häufigen Auftreten von zwei Wörtern für einen Begriff, etwa ciga (isiXhosa: cinga) und nakana (Sesotho: nahana) für ‚denken‘. Die Substantivklassen folgen der im Sesotho benutzen Form. Innerhalb des Phuthi gibt es verschiedene Dialekte. Der Dialekt von Mpapa im Osten des Sprachgebiets ähnelt mehr dem Sesotho, während der von Sigxodo im Westen Elemente des isiXhosa enthält.
Es gibt keine standardisierte Rechtschreibung in Phuthi.

## Sprachbeispiele
- Giyakutshadza: Ich mag dich
- Giyayitshadza idlu yhakho letjha: Ich mag dein neues Haus
- tshadza: Liebe